# Czerniewo (obwód brzeski)
Czerniewo (biał. Чарнёва, Czarniowa; ros. Чернёво, Czerniowo) – wieś na Białorusi, w obwodzie brzeskim, w rejonie kamienieckim, w sielsowiecie Raśna.

## Historia
W Rzeczypospolitej Obojga Narodów folwark i okolica szlachecka leżące w województwie brzeskolitewskim, w powiecie brzeskolitewskim. Odpadły od Polski w wyniku III rozbioru.
W XIX i w początkach XX w. wieś, folwark i okolica szlachecka położone w Rosji, w guberni grodzieńskiej, w powiecie brzeskim, w gminie Wysokie Litewskie.
W dwudziestoleciu międzywojennym wieś i okolica szlachecka leżące w Polsce, w województwie poleskim, w powiecie brzeskim, w gminie Wysokie Litewskie. W 1921 wieś i okolica liczyły łącznie 36 mieszkańców, zamieszkałych w 5 budynkach, w tym 29 Polaków, 6 Białorusinów i 1 osobę innej narodowości. 29 mieszkańców było wyznania rzymskokatolickiego i 7 prawosławnego.
Po II wojnie światowej w granicach Związku Sowieckiego. Od 1991 w niepodległej Białorusi.